# Deltocyathus italicus
Deltocyathus italicus is een rifkoralensoort uit de familie van de Deltocyathidae. De wetenschappelijke naam van de soort is voor het eerst geldig gepubliceerd in 1838 door Michelotti.